# Аббакумцеве
Аббакумцеве (Абакумцеве) — село, розташоване на лівому березі річки Волги в Некрасовському районі Ярославській області Росії, за 20 км від Ярославля.

## Пам'ятки
- Церква Петра і Павла
- Аббакумцевское земське училище